# The Weekend (nummer van Michael Gray)
The Weekend is een nummer van de Britse dj Michael Gray uit 2004. Het nummer is ingezongen door de Britse zangeres Shèna.
"The Weekend" werd in Engeland direct opgepikt door dj Pete Tong van BBC Radio 1 en de track wordt onder verschillende TV programma's gebruikt. In de clubs wordt 'The Weekend' gedraaid door de meest toonaangevende DJ's en waait zo uit over heel Europa. In 2016 en 2017 werd het nummer in Nederland gebruikt in reclamespots voor supermarktketen Aldi.
Het nummer haalde de 7e positie in het Verenigd Koninkrijk. In de Nederlandse Top 40 haalde het nummer de 12e positie en werd Dancesmash op Radio 538, en in de Vlaamse Ultratop 50 de 11e plaats.